# Laurier Québec
Laurier Québec (anciennement appelé Place Laurier) est un vaste centre commercial au Québec. Il est un des centres commerciaux les plus fréquentés dans l'est du Canada avec plus de 12 millions de visiteurs chaque année.
Il est situé dans l'arrondissement de Sainte-Foy–Sillery–Cap-Rouge, dans la ville de Québec. Voisin de Place de la Cité et de Place Sainte-Foy, l'ensemble des trois centres commerciaux est souvent considéré comme un seul immense centre commercial. À cause de leur proximité, il est possible de se rendre aux deux autres centres commerciaux à pied.
Quatre des 50 commerces de 1961 se trouvent toujours dans le centre d'achats en 2020: Reitmans, la Cordonnerie Laurier, la bijouterie  Doucet et le Nettoyeur Laurier,. Place Laurier a la particularité d'avoir eu deux épicieries Dominion (en) en même temps durant les années 60 ainsi que deux magasins Zellers en simultané dans la décennie 90,

## Historique
Il est le premier centre commercial couvert de la province. Place Laurier a ouvert le 11 novembre 1961 avec 50 magasins, dont les grandes enseignes de l'époque: la quincaillerie Pascal, le Syndicat de Québec , Kresge's, Towers (Bonimart), l'épicerie Dominion Stores ainsi qu'une tour de bureaux de 8 étages nommée Tour Frontenac,. Un magasin de  Paquet s'est joint à eux peu de temps après.
Vers 1964, une expansion a lieu dans les deux extrémités de la Place Laurier. Dans la partie ouest du centre commercial, une nouvelle section de 3 étages est construite dans l'emplacement original de Towers. On trouve au 1er étage de cette expansion une 2ème épicerie Dominion, un restaurant nommé Marquis de Montcalm ainsi que le nouvel emplacement de Towers. Le 2ème étage est réservé au Syndicat qui déménage de son emplacement originel pour tripler sa superficie, ainsi qu'au 1er niveau d'un magasin Norman et une succursale de la Banque de Montréal,. Le 3ème étage est essentiellement concédé au 2ème niveau de Norman. Dans l'expansion de la partie est du centre commercial, Pascal augmente sa superficie de 30% en absorbant l'emplacement originel de Paquet. Ce dernier déménage dans un nouvel édifice de 132 000 pi2 (12 263 m2) et inaugure son nouveau magasin le 14 avril 1964,.
Au début des années 70, une expansion au nord accueille un magasin Sears de 2 étages sur 160 000 pi2 (14 864 m2) et une nouvelle section avec 48 boutiques réparties sur 3 niveaux pour 100 000 pi2 (9 290 m2) supplémentaires de superficie locative. Sears ouvre une succursale le 7 octobre 1971 sous son nom d'époque de Simpsons-Sears. Il s'agit du 2ème magasin Sears à Québec (après celui de la Place Fleurs de Lys) et le troisième dans l'ensemble de la province. Le reste de la section nord est inauguré en 1972.
La compagnie Paquet a acquis au milieu des années 1970 la chaine de magasins Syndicat de Québec. Malgré la fusion, Paquet et Syndicat conservent leurs magasins respectifs à Place Laurier.
En 1976, Place Laurier a déjà plus de 1 400 000 pi2 (130 064 m2) de superficie et 300 commerces ce qui en fait le plus grand centre commercial au Canada à l'époque. En 1980 il était toujours de loin le plus grand centre commercial à Québec, les Galeries de la Capitale n'ayant pas encore ouvert.
Paquet et Syndicat ont tous les deux déclaré faillite en 1981.
Une expansion au sud inaugure le 15 septembre 1982 un magasin La Baie de 2 étages et une nouvelle section de 45 boutiques répartie sur 2 niveaux,. 130 000 pi2 (12 077 m2) sont occupés par La Baie et 130 000 pi2 (12 077 m2) supplémentaires par d'autres boutiques.
Un nouveau magasin Zellers de 81 000 pi2 (7 525 m2) ouvre le 3 novembre 1982 dans l'un des 2 étages de l'ancien local de Paquet,. L'espace vacant de Syndicat est pour sa part subdivisé par Toyville, Wise, et un concessionnaire automobile Laurier Pontiac Buick General Motors.
Provigo (l'ancienne épicierie Dominion) ferme ses portes en 1986.
Les magasins principaux en 1989 étaient Bonimart, La Baie, Pascal, Sears, Toyville, Wise et Zellers.
Toyville ferme définitivement le 29 décembre 1990. Sports Experts ouvre le 30 mai 1991 dans l'ancien Toyville. Par ailleurs, le reste du local de Toyville est transformé et occupé par 5 boutiques.
Zellers a acquis la chaine de magasins Bonimart en 1990. Le 14 avril 1991, le Bonimart est converti en Zellers, La Place Laurier se retrouve donc avec deux magasins Zellers.
Pascal fait faillite en 1991 ce qui donne à Toys "R" Us l'opportunité d'occuper 40 000 pi2 (3 716 m2) de l'espace vacant. Ce dernier ouvre à la fin de la même année,. 33 000 pi2 (3 066 m2) supplémentaires de l'ancien Pascal sont alloués à de nouveaux axes de circulation.
Durant l'été 1996, le Zellers se trouvant à l'est du centre commercial (anciennement Paquet) est fermé et remplacé par des boutiques, tandis que l'autre Zellers à l'ouest (l'ex-Towers/Bonimart) s'agrandit pour atteindre 135 000 pi2 (12 542 m2),.
Une autre expansion accueille un Best Buy le 14 septembre 2011,.
Le Zellers finit par lui-même fermer ses portes le 17 décembre 2012. Target Canada le remplace le 18 octobre 2013. À la suite du retrait de Target du marché canadien dont le 1 avril 2015 dans le cas du magasin de Laurier, Walmart Canada acquiert le bail pour ouvrir un Supercentre le 20 octobre 2016.
Marshalls inaugure le 25 août 2016 dans l'espace laissé vacant par Future Shop.

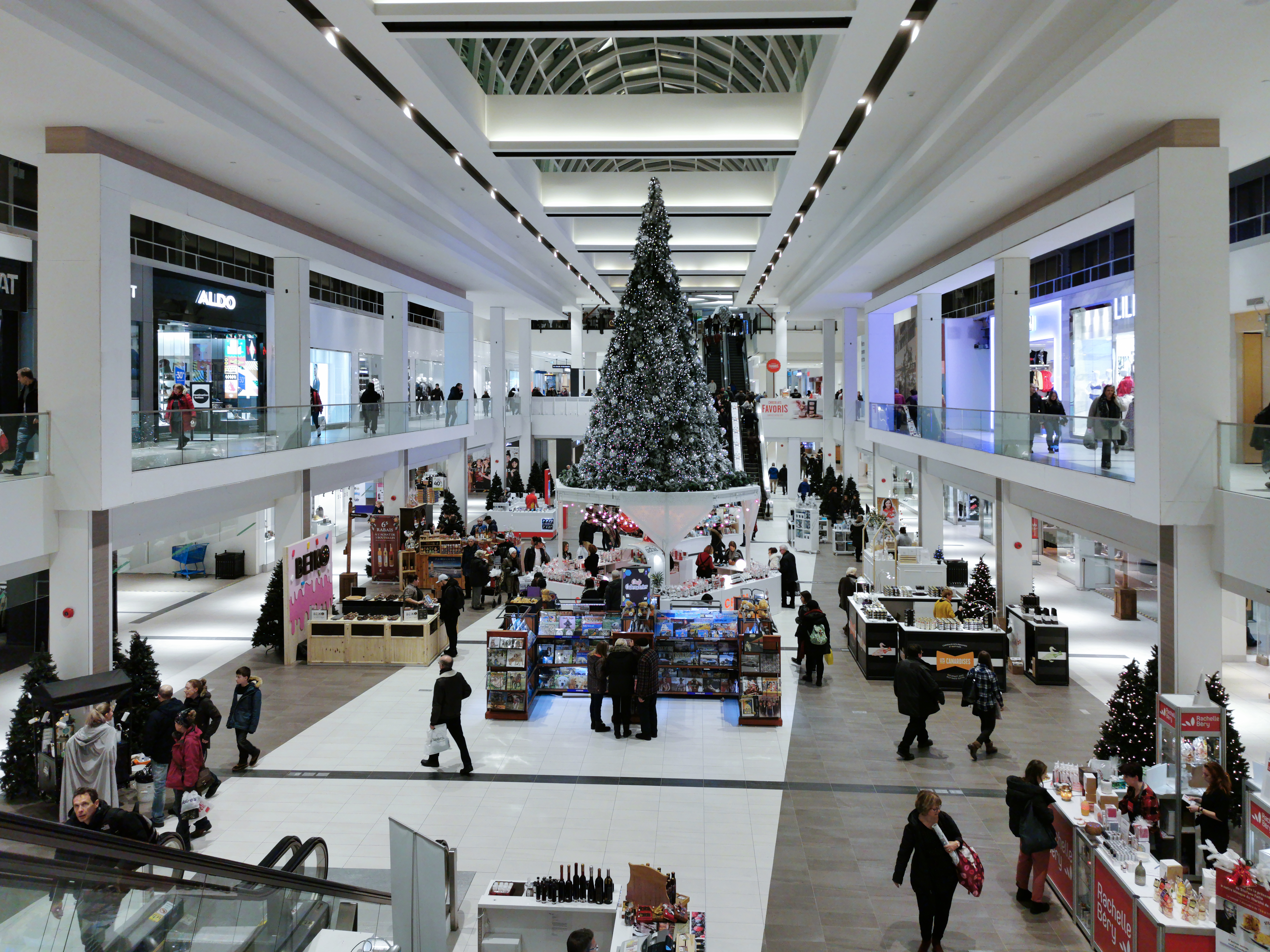
Le mall après la rénovation en 2019

Sears a fermé avec l'ensemble de la chaîne le 14 janvier 2018. Le Sports Experts existant a déménagé en 2020 dans la moitié de l'ancien Sears pour ouvrir son plus grand magasin de la province.
Aujourd'hui, après 9 expansions, Laurier Québec compte plus de 200 magasins et seulement 4 commerces sont présents depuis le début (Reitmans, la bijouterie Doucet, la cordonnerie et le nettoyeur),. Le centre se présente comme étant le plus grand centre commercial de la Capitale Nationale. Notons que le nom de « Laurier Québec » n'a toutefois pas  réussi à s'imposer dans l'usage courant et que la forte majorité des habitants de la région utilisent toujours le nom de « Place Laurier ».

## Grandes et moyennes surfaces

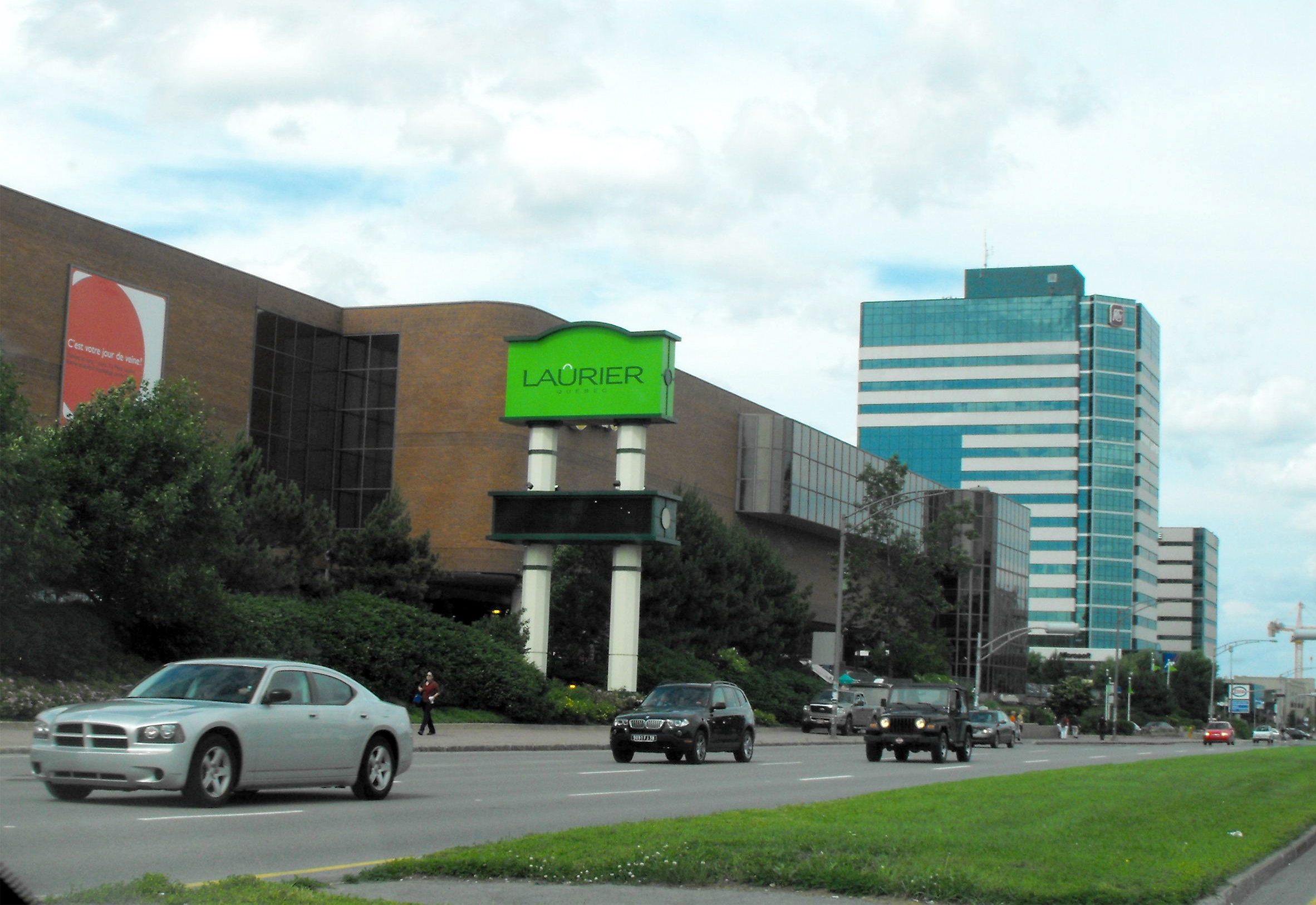
Façade sud

- Best Buy
- Linen Chest
- Sport Experts
- Imaginaire
- H&M
- Forever 21
- Renaud-Bray
- Old Navy
- Dollarama
- Mini-so
- Pharmacie Brunet
- Walmart
- Marshalls
- Winners
- Jack & Jones
- Garage
- Clément
- Ardene
- Bath & Body Works